# Сражение за форт Несессити
Сражение за форт Несе́ссити (англ. Battle of Fort Necessity) — одно из первых сражений Войны с французами и индейцами, которое произошло 3 июля 1754 года на территории где сейчас находится пенсильванский Фармингтон. Это сражение, как и предшествовавшее ему сражение при Грейт-Медоуз, стали первыми сражениями в карьере Джорджа Вашингтона, а также первыми сражениями Войны с французами и индейцами. Губернатор Вирджинии поручил Вашингтону возглавить пехотный полк, привести его в долину Огайо и взять под охрану строящийся форт, но уже в пути Вашингтон узнал, что французы опередили его и захватили форт. Он стал дожидаться подкреплений, основав укреплённый лагерь (форт Несессити), но французский отряд напал на форт и вынудил его к капитуляции. Это французское нападение заставило Англию предпринимать ответные меры и в итоге привело к началу войны на Североамериканском континенте.

## Предыстория
Ахенский мирный договор 18 октября 1748 года завершил Войну за австрийское наследство и боевые действия на североамериканском континенте, но вопрос о принадлежности долины реки Огайо оставался открытым. Французы боялись, что англичане захватят Огайо, отрежут французскую Канаду от Французской Луизианы, и смогут захватить обе территории поодиночке. Англичане же опасались, что, захватив Огайо, Франция отрежет Англию от путей во внутренние районы континента. В 1749 году маркиз де Ла Галиссоньер отправил в долину Огайо миссию Пьера-Жозефа Селорона де Бленвиля. Добравшись до Логстауна, Селорон призвал индейские племена присоединиться к Франции для борьбы против англичан. Когда об этом стало известно в английских колониях, власти Вирджинии и Пенсильвании решили наладить отношения с ирокезами и, в частности, добиться ратификации Ланкастерского договора 1744 года. Так же было решено построить несколько фортов в долине Огайо. Весной 1753 года на южном берегу озера Эри высадились 1500 французских военных и занялись строительством укреплений. Власти Вирджинии опасались, что если этот отряд двинется на юг, то полностью отрежет британским торговцам доступ в долину Огайо. Губернатор отправил Джорджа Вашингтона в экспедицию в Огайо, чтобы потребовать от французов прекратить посягательства на земли, принадлежащие английскому королю.
Вашингтон вернулся в Уильямсберг, столицу колонии, 16 февраля. Он доставил отрицательный ответ французского командования и сведения о проникновении французских военных в долину Огайо. Губернатор немедленно приказал начать строительство фортов на реке Мононгахиле и распорядился набрать отряд в 200 человек (100 из которых набирал сам Вашингтон), а затем ещё 400 для охраны фортов. Вашингтон обратился к губернатору с просьбой назначить его командиром этого подразделения в звании подполковника. Губернатор Роберт Динвидди дал своё согласие. Полковником был назначен Джошуа Фрай, бывший учитель математики из Уильямсберга.
Рекруты, которые прибывали к Вашингтону в Александрию, были одеты в лохмотья, босы, плохо вооружены и принадлежали к самому дну колониального общества. Их оборванный вид особенно тревожил Вашингтона, и тот просил у губернатора прислать красную британскую униформу, утверждая, что красный цвет вызывает уважение у индейцев, и даже предполагая, что именно из-за униформы индейцы предпочитают подчиняться британцам, а не французам.

### Поход в Огайо
Проблема финансирования задержала набор, поэтому первый отряд из 120 человек под командованием Вашингтона покинул Александрию только 2 апреля 1754 года. Но и его продвижение было медленным из-за нехватки повозок и лошадей. Он добрался только до Уиллс-Крик, когда стало известно, что французский отряд высадился на берегу Мононгахилы и захватил недостроенный британский форт. Французов было 800 или 1000 человек, и продолжение наступление не имело смысла, но индейцы запрашивали помощи, Вашингтон решил занять позицию поближе к противнику и дожидаться подкреплений. Он успел дойти до местности Грейт-Медоуз, когда стало известно, что французские отряды уже находятся поблизости.
27 мая Кристофер Джист сообщил Вашингтону, что выследил небольшой французский отряд, поэтому Вашингтон, взяв с собой около 40 человек, встретился с вождём Таначарисоном и группой индейцев и вместе с ними 28 мая выследил и атаковал французский отряд. В ходе столкновения, известного как Стычка у Грейт-Медоуз или Жумонвильский инцидент, около 10 французов было убито и 21 взят в плен. Погиб командир отряда, Жозеф Кулон де Жюмонвиль. Французские офицеры заявили, что были посольством, но Вашингтон не поверил их и отправил под конвоем в Винчестер. Он так же написал письмо губернатору, где запрашивал подкреплений. Без них, писал он, мы будем вынуждены или же бросить всё и отступить, или сражаться в неравных условиях, и лично он предпочитает последнее.
Предполагая, что французы скоро вернуться с крупными силами, Вашингтон начал усиливать укрепления лагеря. 2 июня прибыл вождь Таначарисон с отрядом в 80 человек, но в основном это были женщины и дети. Их всех надо было чем-то кормить, а запасы муки подходили к концу. 6 июня закончился последний мешок. В тот же день вернулся Кристофер Джист с новостями: полковник Фрай упал с лошади 29 мая и умер 31 мая. Теперь Вашингтон в свои 22 года стал старшим офицером во всей экспедиции. Затем, 9 июня, подошли первые подкрепления: три роты под командованием капитанов Роберта Стобо, Эндрю Льюиса и лейтенанта Джорджа Мерсера, всего 181 человек. С ними прибыло некоторое количество припасов, а также 9 лёгких орудий. Кроме того, с группой прибыл Эндрю Монтур, индеец, который уже много лет служил переводчиком и эмиссаром. Предполагалось, что он будет исключительно полезен для переговоров с индейцами.
Вместе с подкреплением пришло письмо от губернатора Динвидди, в котором он сообщал, что ввиду смерти Фрая он присваивает Вашингтону звание полковника, майор Джордж Мьюз (командир колонны подкреплений) получает звание подполковника, а старший капитан в форте (Эдам Стивен) становится майором.
Примерно 14 июня (когда запасы провизии снова подошли к концу) в лагерь пришла Независимая Южнокаролинская рота (100 чел.) под командованием капитана Макэя. Эта была регулярная рота, и Макэй, как капитан регулярной армии, не мог подчиняться колониальному полковнику, поэтому рота встала отдельным лагерем как независимое подразделение. Вашингтон решил оставить регуляров в форте, а сам со своим отрядом 16 июня отправился на запад, надеясь выйти к Мононгахиле и построить там форт. Он дошёл до Плантации Джиста, где встретился с вождями индейцев. Несколько дней прошло в переговорах, но индейцы уклонились от участия в войне и все усилия Эндрю Монтура не увенчались успехом. Вашингтон решил продолжать марш, но 28 июня поступили сведения о том, что французы силами 800 белых и 400 индейцев выступили против англичан. Вашингтон решил обороняться на плантации Джиста.
Когда подошла рота Макэя, Вашингтон собрал военный совет. Было решено, что запасы провизии малы, и французы легко смогут взять плантацию измором, что отступать в боевой обстановке будет невозможно (из-за нападений индейцев), поэтому разумнее всего будет вернуться в форт. При этом возникла проблема транспортировки пушек и снаряжения, так что Вашингтон отдал под поклажу свою собственную лошадь. Возникли некоторые трения с регулярами, которые отказывались заниматься тяжёлой физической работой. И всё же 1 июля весь отряд вернулся в форт Несессити.
Вашингтон рассчитывал застать в форте обозы с продовольствием, но их не оказалось. Всё же было решено остаться в форте и дождаться продовольствия и подкреплений. Форт был невыгодно расположен: его окружали возвышенности, а лес подступал близко к его стенам, но зато его окружали болота и только с юга его можно было эффективно атаковать. Сам форт получился в виде неправильного четырёхугольника максимальной длиной 50 метров, с длиной сторон от 12 до 30 метров. Он был построен по соображениям военной необходимости, поэтому Вашингтон назвал его Форт Необходимость (Fort Necessity). Вашингтон Ирвинг писал, что форт получил такое название из-за того, что его строители испытывали постоянное чувство голода, то есть он назывался Форт Нужда.
2 июля индейцы свернули лагерь и скрылись, оставив Вашингтона без разведки, так что ему пришлось использовать как разведчиков своих собственных людей, мало знакомых с этим делом. Всего в форте было 400 человек, из которых здоровы и боеспособны были только 284.

### Французское наступление
Незадолго до 26 июня Клод-Пьер Пекоди, командир форта Дюкен, разработал план наступления на англичан и выделил для экспедиции отряд в 500 солдат. Как раз в эти дни в форт прибыл Луи Кулон де Вильер, брат погибшего при Грейт-Медоуз Жозефа Колона де Вильера де Жюмонвиля. Он был старше всех по званию в форте и горел жаждой мщения за брата, поэтому Пекоди поставил его во главе экспедиции. На совете 27 июня де Вильеру было приказано принудить англичан покинуть регион Огайо и договориться об обмене пленными, а в случае отказа считать их своими врагами, и все их постройки следует уничтожить. 28 июня де Вильер начал марш и 30 июня прибыл на Плантацию Джиста. Он обнаружил, что англичане ушли, и решил, что они покидают регион, но пойманный дезертир сообщил, что они закрепились в форте Несессити. Де Вильер решил продолжать наступление.

## Сражение

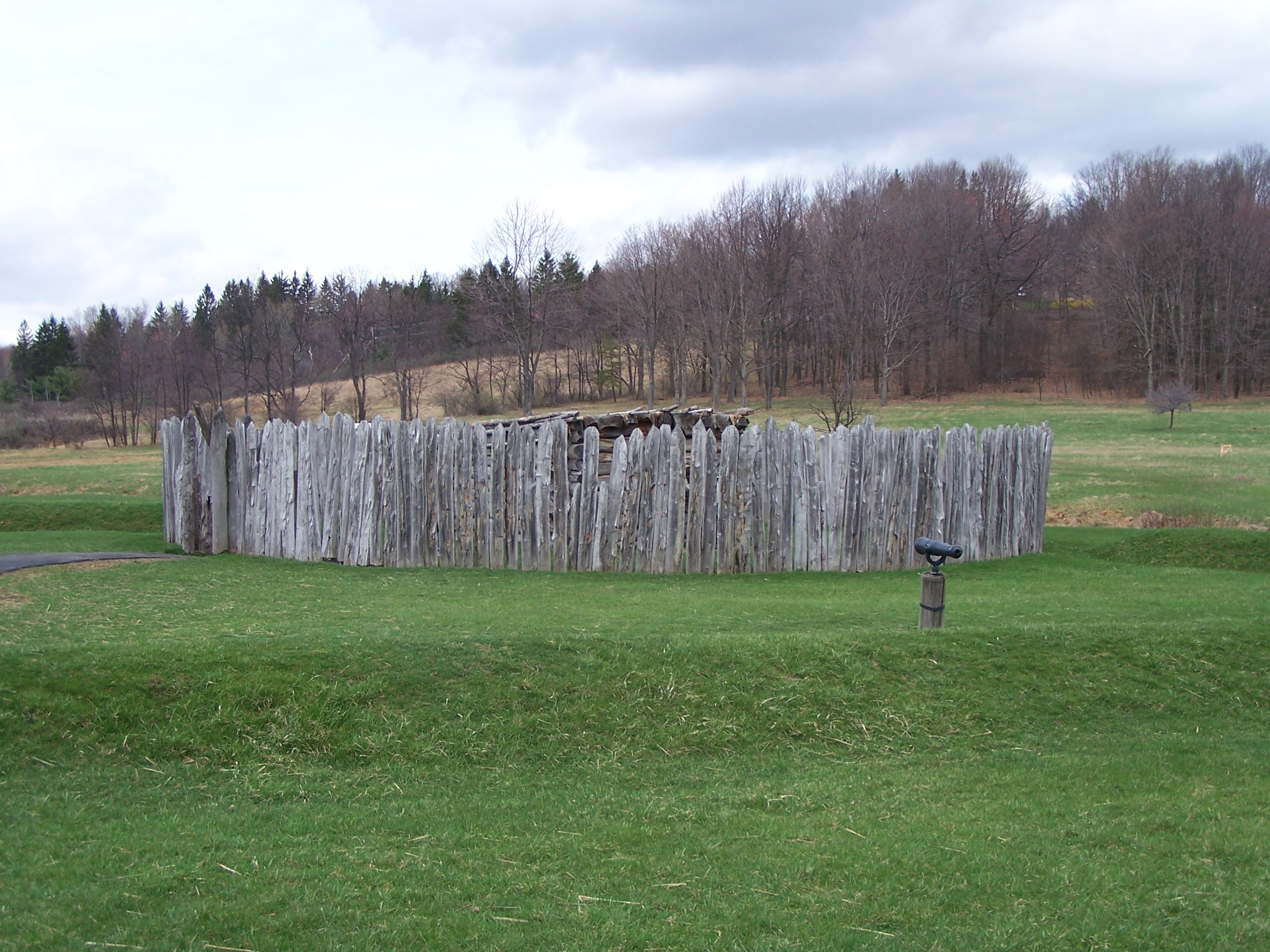
Форт Несессити (2006 год)

3 июля на рассвете прозвучал первый выстрел и Вашингтон построил людей к бою, но французы не появлялись, и защитники форта пять часов стояли под дождём. В 11:00 прозвучал ещё один выстрел патруля и на этот раз из леса вышла французская армия, построенная в три колонны. Вашингтон построил свой отряд в линию в поле; французы открыли огонь с 600 метров, но ни в кого не попали. Они двинулись вперёд, и тогда Вашингтон отвёл людей назад в траншеи, которые к тому времени были залиты водой. Французы рассыпались вокруг форта и открыли огонь по лошадям и коровам, так что колонисты почти сразу лишились и мяса и транспортных средств. Потом французы открыли огонь по защитникам форта, сами скрываясь за деревьями и камнями. Перестрелка тянулась весь день, а к концу дня хлынул ливень, «самый ужасающий из всех, что можно себе представить», писал Вашингтон. Вода постепенно испортила порох и ружья, поэтому у защитников форта остались только штыки. Оставалась надежда, что ливень помешает и французам, но те каким-то образом сумели сохранить порох сухим.
По версии Вашингтона Ирвинга, французы с самого начала дня не показывались из леса, и вели огонь по форту с того участка, где лес ближе всего, на 60 метров, подходил к укреплениям.
В 20:00 французы предложили сдаться. Вашингтон отказал, и тогда французы предложили выслать офицера для переговоров. Положение форта было уже безнадёжным: выбыло из строя около трети участников сражения, порох отсырел и, даже в случае наступления хорошей погоды, отремонтировать ружья (извлечь сырой заряд) будет сложно, продовольствия нет, а кроме того, мокрые и замёрзшие колонисты нашли запасы рома для индейцев, и выпили его, отчего многие утратили боеспособность. В этом положении Вашингтон отправил на переговоры Якоба Ван Браама и Уильяма Ле Пирони. Ван Браам в итоге принёс письменные условия капитуляции. Англичанам разрешалось покинуть форт, забрав с собой всё, кроме орудий: разрешалось увезти только одно. Англичане должны отпустить всех тех, кого взяли в плен в бою у Грейт-Медоуз, а в качестве гарантии они оставляют двух капитанов в заложники. Вашингтона смутил только один пункт: англичане должны были оставить в форте всё военное имущество, и, стало быть, порох, и, соответственно, отступать без пороха, рискуя быть перебитыми индейцами. Вашингтон отправил Ван Браама обратно, чтобы прояснить этот вопрос. Французы согласились уступить в этом вопросе и вычеркнули этот пункт из условий.
Оставалось решить, кого передать в заложники. Выбрали Ван Браама и капитана Стобо, поскольку они не имели семьи, а Ван Браам знал французский. Их имена вписали в текст договора, после чего Вашингтон подписал капитуляцию, а затем расписался капитан Макэй, причём он поставил свою подпись выше подписи Вашингтона. Это случилось примерно в полночь 3 июля.

## Последствия

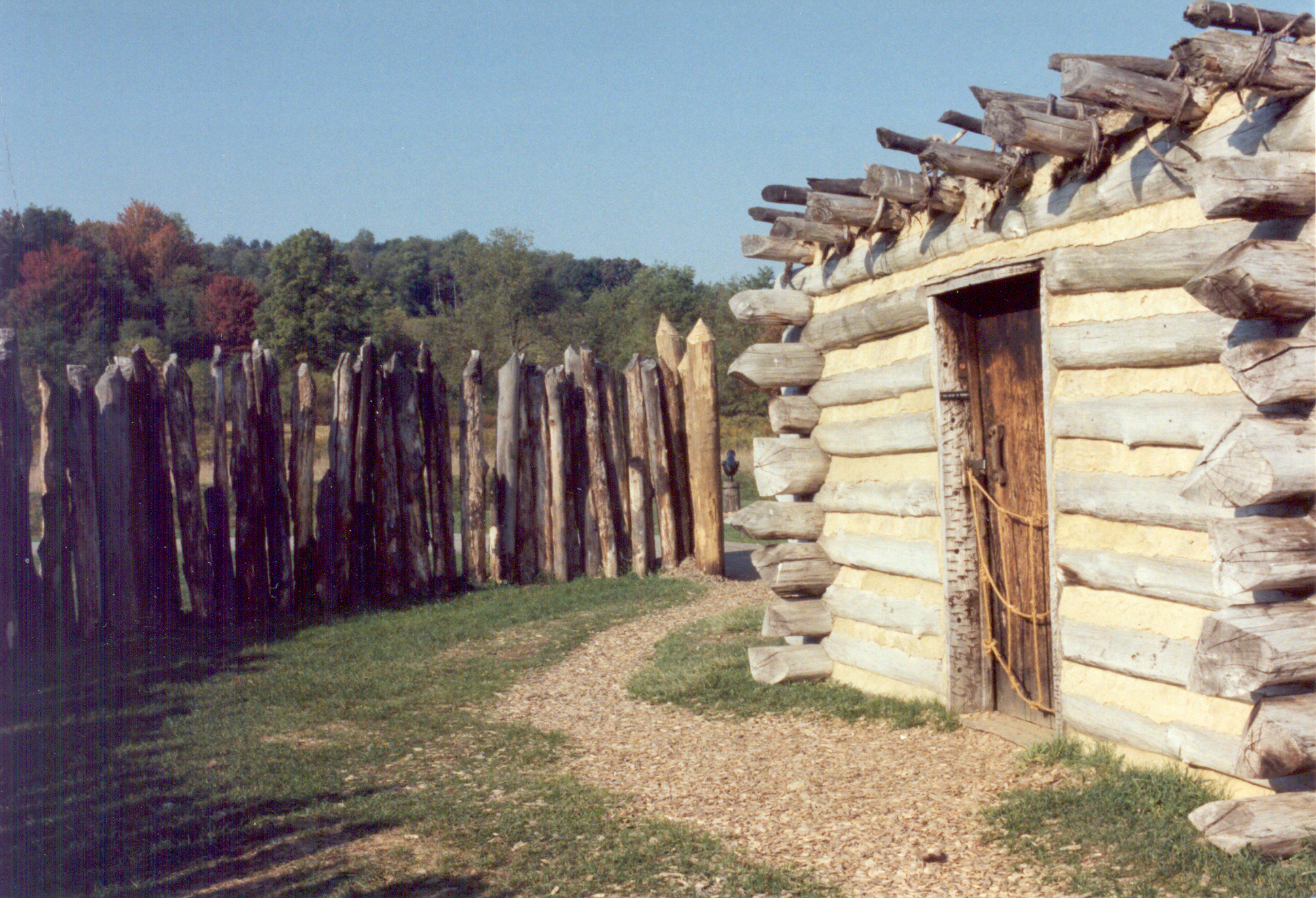
Форт Несессити, реконструкция.

4 июля в 10:00 отряд Вашингтона покинул форт строем, с развёрнутыми знамёнами, под барабанный бой. В форте остались раненые и часть имущества и несколько человек для присмотра. 5 июля в отряде насчитывалось 293 человека, но отряд понёс большие потери на марше, и когда 8 или 9 июня они пришли в Уиллс-Крик, в отряде осталось всего 165 человек. Всего убитыми в этом походе отряд потерял 30 человек, ранеными 70. В целом рядовые и офицеры Вирджинского полка проявили себя хорошо. Единственный, у кого сдали нервы, был подполковник Мьюз, который впоследствии подал в отставку.
4 июля, когда колонисты покинули форт, французы разрушили все постройки, привели в негодность пушки, и ещё до полуночи покинули форт. Обратно они прошли через Плантацию Джиста, где уничтожили все постройки. 7 июля в 16:00 отряд вернулся в форт Дюкен.
Когда договор о капитуляции форта был грамотно переведён на английский и опубликован, то в нём обнаружились унизительные для Вашингтона и его людей пункты, намеренно добавленные в тест французами, и которые Ван Браам не смог корректно перевести. Согласно договору, сдавшиеся в течение года обязаны воздержаться от какого-либо строительства за горами (то есть в долине Огайо), в то время как Ван Браам перевёл это как «на землях короля Франции», хотя англичане считали долину Огайо владением английского короля. В договоре было так же сказано, что французы напали на форт только в виде мести за l’assassinat du Sieur de Jumonville, то есть, за убийство де Жюмонвиля. Ван Браам перевёл это как месть за смерть Жюмонвиля, и фактически Вашингтон расписался в убийстве офицера, хотя должен был бы вернуть документ и не подписывать его в такой форме.
Де Вильер в отчёте написал, что заставил англичан расписаться в том, что они зарезали его брата в лагере. В то время в колониях решили, что де Вильер подкупил Ван Браама и заставил его перевести текст договора так, чтобы Вашингтон подписал его. Вашингтон Ирвинг полагал, что офицер уровня де Вильера не опустился бы до таких методов. Вероятнее всего неточность перевода вызвана тем, что для Ван Браама оба языка были не родными и он плохо разбирался в смысловой нагрузке тех или иных слов.
Рассмотрев условия капитуляции власти Вирджинии пришли к выводу, что Вашингтон не имел права вести переговоры об обмене пленными, поскольку в тот момент они не находились в его распоряжении. Губернатор Динвидди решил обменять пленных по своей инициативе, и их уже отправили в Винчестер, когда пришло секретное донесение от капитана Стобо из форта Дюкен, где Стобо писал, что французы крайне нуждаются в услугах пленного Ле Форса. Динвидди срочно приостановил обмен и предложил французам обменять всех пленных, кроме Ле Форса. Французы отказались и переговоры зашли в тупик. Кроме того, Динвидди обратил внимание, что в тексте капитуляции об англичанах сказано, что «они» не должны участвовать в боевых действиях в течение года, но непонятно, к кому конкретно относится местоимение «они». На этом основании он решил, что заключённые договор не запрещает колонии продолжать боевые действия.
Поражение у форта Несессити эмоционально обсуждалось в колониях, о них писали газеты Америки и Англии. Одна из английских газет опубликовала письмо Вашингтона брату, где он говорил, что свист пуль показался ему «очаровательным». Эта газета попала на глаза королю Георгу, который заметил, что «он не писал бы так, если бы слышал их побольше».
В первые недели многие винили Вашингтона в произошедшем. Губернатор пытался объяснить неудачу тем, что Вашингтон нарушил его приказ не вступать в бой с французами, однако ж Динвидди старался не привлекать внимания к инциденту, чтобы не встал вопрос о его собственной компетентности. Когда выяснилось, с каким количеством проблем пришлось столкнуться Вашингтону, общественное мнение изменилось в его пользу, и палата Бюргеров высказала ему официальную благодарность. Общество пришло к выводу, что причиной неудачи стала отчасти неспособность колоний оказать поддержку Вирджинии в этой войне: это был первый случай, когда Вашингтон осознал необходимость более прочного единства колоний.
Впоследствии историки указывали на многочисленные ошибки Вашингтона: он наступал тогда, когда надо было отступить, вступил в бой не дожидаясь подкреплений, выбрал неудачное место для форта и построил его не очень качественно, не воспользовался помощью индейских союзников и в целом был слишком самоуверен. С другой стороны, он показал качества профессионального военного: сохранил самообладание даже под обстрелом, проявил полнейшее бесстрашие несмотря на все обстоятельства и уверенно исполнял свои обязанности